# Mike Miller (golfista)
Michael John Miller (nascido em 23 de abril de 1951) é um jogador escocês de golfe profissional. Disputou pela Escócia a Copa Europcar, em 1988.

## Recorde dos playoffs
Recorde dos playoffs do European Tour (0–1)
| N.º. | Ano  | Torneio            | Adversários               | Resultado                                                                                 |
| ---- | ---- | ------------------ | ------------------------- | ----------------------------------------------------------------------------------------- |
| 1    | 1979 | Welsh Golf Classic | Mark James, Eddie Polland | James vence com par no terceiro buraco extra Eddie eliminado por birdie no segundo buraco |

## Resultados nos torneios Majors
| Torneio           | 1978 | 1979 | 1980 | 1981 | 1982 | 1983 | 1984 | 1985 | 1986 | 1987 |
| ----------------- | ---- | ---- | ---- | ---- | ---- | ---- | ---- | ---- | ---- | ---- |
| Open Championship | T44  | DNP  | DNP  | CUT  | CUT  | DNP  | DNP  | DNP  | DNP  | DNP  |

| Torneio           | 1988 | 1989 | 1990 | 1991 | 1992 | 1993 | 1994 | 1995 | 1996 | 1997 |
| ----------------- | ---- | ---- | ---- | ---- | ---- | ---- | ---- | ---- | ---- | ---- |
| Open Championship | DNP  | DNP  | DNP  | T32  | DNP  | T70  | DNP  | DNP  | DNP  | CUT  |

Nota: O único torneio Major que Miller disputou foi o Open Championship.

DNP = não participou

CUT = perdeu o corte

"T" = empate